# 3753 크뤼트네
 크뤼트네(크루이냐)(3753 Cruithne)는 지구와 1:1로 궤도 공명을 하는 아텐 소행성군의 소행성이며 근지구 천체이다. 덩컨 월드론(Duncan Waldron)이 찍은 사진에 의해 1986년 10월 10일 발견되었다. 크뤼트네는 고대 아일랜드에 정착한 켈트족의 부족 집단 Cruithne의 이름에서 명명되었다.
지구에서 관측하면 말발굽 모양의 궤도를 그리면서 운동하고 있다. 크뤼트네가 언제부터 지구와 궤도 공명을 했는가는 알 수 없지만 주변 천체들과 지구의 인력에 의해 지금과 같은 궤도를 공전하게 된 것으로 추측된다. 미래에는 일시적으로 지구의 준위성이 될 예정이다.

## 거리 및 궤도

크뤼트네와 지구의 궤도

지구를 기준으로 본 크뤼트네의 상대적 궤도. 콩 모양을 그린다.

크뤼트네는 이심률이 높은 편으로 금성 궤도와 화성 궤도를 지나고, 1994년부터 2015년까지 매년 11월 마다 지구에 접근한다.
공전 주기의 변동에 따라 지구에 가장 가까이 근접할 시의 거리는 12,000,000km이며 2058년 화성에 13,600,000km까지 접근한다.
때때로 지구의 2번째 위성이라고도 하지만, 지구 주변을 공전하지 않고 주변 천체의 영향을 쉽게 받기 때문에 위성이라고 볼 수 없다.

## 유사 천체
크뤼트네와 마찬가지로 지구와 1:1 공명 궤도에 있는 다른 근지구 천체는 54509 YORP, (85770) 1998 UP1, 2002 AA29, 그리고 크뤼트네의 유사 공명 궤도를 공전하는 2009 BD를 포함한다. 2010 TK7은 최초이자 지금까지 유일하게 확인된 지구의 트로이 천체이다.

## 같이 보기
- 지구의 위성
- 위성
- 준위성
- 지구 횡단 소행성 목록